# Thuribe du Mans
Pour les articles homonymes, voir Saint Thuribe et Saint-Thuribe.
Thuribe est, selon la légende, un saint du IIIe siècle qui serai mort au début du IVe siècle, second évêque présumé du Mans de 299 à 305, à ne pas confondre avec Thuribe II, évêque du même diocèse mais environ un siècle plus tard.

## Biographie
Il aurait été un compagnon et le successeur de Julien du Mans, Thuribe continua son œuvre. Il travailla particulièrement dans le Diablintinque.
Il fonda des communautés chrétiennes à Marciliac (Marcillé-la-Ville), Placiac (Placé), Aurion (Évron), à Landes (Saint-Pierre-des-Landes et Saint-Hilaire-des-Landes). Il établit aussi une chrétienté à Candiac (Changé), et il se peut que le premier lieu de réunion des convertis ait été à Pritz qui fut l'église primitive de Laval.
La tradition chrétienne raconte qu'au cours de ses déplacements, il s'arrêta un jour au village d'Aciacus (Assé-le-Bérenger). Les habitants, qui avaient déjà entendu parler de lui, lui demandèrent de les secourir car ils n'avaient plus d'eau. Saint Thuribe se serait mis en prière et une fontaine aurait jailli, c'est la fontaine Saint-Thuribe, qui passait aussi pour guérir les yeux des malades.
Les sources concernant ce saint sont très tardives et à interpréter avec précaution, les actus pontificum cenomannis datant du IXe siècle.